# Mîhailivka, Kameanka
Mîhailivka (în ucraineană Михайлівка) este o comună în raionul Kameanka, regiunea Cerkasî, Ucraina, formată numai din satul de reședință.

## Demografie
Componența lingvistică a comunei Mîhailivka
     Ucraineană (98,02%)
     Rusă (1,79%)
     Alte limbi (0,09%)
Conform recensământului din 2001, majoritatea populației comunei Mîhailivka era vorbitoare de ucraineană (98,02%), existând în minoritate și vorbitori de rusă (1,79%).